# مهران لالا
مهران لالا (عربی: مهران لالا؛ زادهٔ ۷ مارس ۱۹۸۲) بازیکن فوتبال اهل اسرائیل است.
از باشگاه‌هایی که در آن بازی کرده‌است می‌توان به باشگاه فوتبال هاپوئل تل‌آویو اشاره کرد.